# Leskia darwini
Leskia darwini là một loài ruồi trong họ Tachinidae.